# Miễn dịch tự nhiên

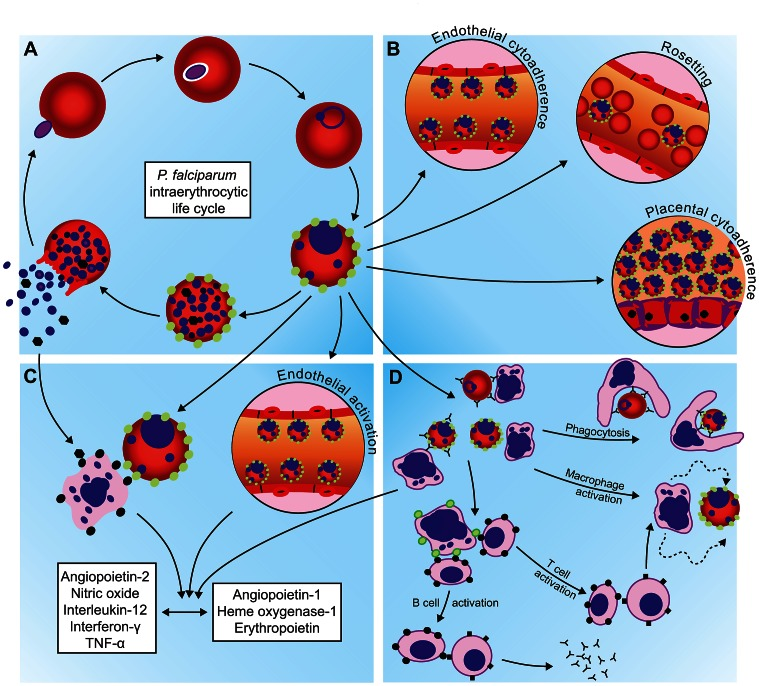
Miễn dịch tự nhiên

Miễn dịch tự nhiên hay còn gọi là miễn dịch không đặc hiệu, miễn dịch bẩm sinh: là khả năng của cơ thể chống lại các tác nhân gây độc từ môi trường bằng các phản ứng không đặc hiệu của cơ thể. Miễn dịch tự nhiên có tác dụng đối với các vật lạ xâm nhập ngay cả khi cơ thể chưa từng tiếp xúc với vật xâm nhập đó trước đây. Nó được xem là một cơ chế quan trọng giúp bảo vệ cơ thể trong lúc các phản ứng đặc hiệu chưa đáp ứng kịp.

## Phân loại
Người ta có thể chia miễn dịch tự nhiên thành các dạng sau đây:
- Miễn dịch tự nhiên tuyệt đối: Trong bất cứ điều kiện nào khả năng miễn dịch của cơ thể đối với một số tác nhân gây nhiễm không bị phá vỡ.
- Miễn dịch tự nhiên tương đối: Là loại miễn dịch trong điều kiện nhất định cơ thể không cảm thụ với bệnh.

## Cơ chế miễn dịch
Miễn dịch tự nhiên bảo vệ cơ thể bằng các hàng rào vật lý, hóa học, sinh học ngăn cách cơ thể với môi trường phức tạp bên ngoài. Kể từ ngoài vào trong, ta có các loại hàng rào bảo vệ sau:

### Hàng rào vật lý
Bao gồm da và niêm mạc:
- Da: là hàng rào đầu tiên ngăn chặn sự xâm nhập của các vật lạ vào bên trong cơ thể. Cấu tạo gồm nhiều lớp và sự đổi mới liên tục của lớp ngoài cùng khi không có tổn thương là thành trì vật lý vũng chắc bảo vệ cơ thể.
- Niêm mạc: có độ đàn hồi cao hơn và thường xuyên có lớp chất nhầy là đặc tính giúp các vật lạ không thể bám vào tế bào niêm mạc. Ngoài ra, niêm mạc ở một số vị trí còn chứa dịch tiết (nước mắt,nước mũi,...) và các vi nhung mao (đường hô hấp,..) có tác dụng cuốn trôi và đẩy các vật lạ ngược trở ra ngoài cơ thể.

### Hàng rào tế bào
Sự hiện diện của một loạt các tế bào thực hiện chức năng miễn dịch, đặc biệt là các tế bào thực bào trong máu giúp bắt giữ và tiêu diệt những vật lạ đã xâm nhập được qua lớp da niêm.
Tế bào thực bào là các tiểu thực bào (bạch cầu đa nhân trung tính) và các đại thực bào di động trong máu giữ vai trò bắt và tiến hành thực bào đối với các vật lạ xâm nhập.
Các tế bào khuếch đại thực bào:
- Hệ thống bổ thể: khi được hoạt hóa, nó tiến hành hóa hướng động hấp dẫn bạch cầu tới ổ viêm, gây dãn mạch, tăng tính thấm và thực hiện opsonin hóa để khuếch đại khả năng thực bào của bạch cầu.
- Tế bào NK (natural kill cell): là một loại tế bào IFN, có tác dụng tiêu diệt các tế bào u và tế bào nhiễm virus, ngăn cản sự lây nhiễm qua các tế bào cùng loại.
- Bạch cầu ái kiềm (bạch cầu ưa base): tiết ra hóa chất trung gian, tăng cường quá trình viêm.
- Bạch cầu ái toan (bạch cầu ưa acid): rất có ý nghĩa đối với dị ứng và nhiễm kí sinh trùng do tác dụng diệt protein lạ.

### Hàng rào hóa học
Là các chất dịch sinh học được tiết ra từ các tế bào và mô miễn dịch của cơ thể, bao gồm:
- Lysozyme là 1 enzym thủy phân liên kết vách vi khuẩn (các liên kết glucosid). Nó được tiết nhiều từ các tuyến của niêm mạc, nước mắt và nước bọt. Nó cũng tồn tại trong các tế bào thực bào làm nhiệm vụ tiêu hóa màng vi khuẩn.
- Interferon: có tác dụng ngăn cản sự xâm nhiễm của virus từ một tế bào đã nhiễm sang các tế bào cùng loại lân cận.
- Bổ thể: khi được hoạt hóa, có tác dụng dung giải vi khuẩn, hóa hướng động bạch cầu và opsonon hóa.
- Các protein phản ứng pha cấp: là các chuỗi protein tồn tại độc lập trong huyết thanh và trên bề mặt tế bào, có tác dụng ngăn cản sự tăng trưởng của vi khuẩn (ví dụ protein C phản ứng,...)
- pH: môi trường acid trong dạ dày (pH=3) tiêu diệt phần lớn các vi sinh vật có pH của da và âm đạo (khoảng = 4) cũng không thích hợp cho phần lớn vi sinh vật gây bệnh.
- Ngoài ra, spermin trong tinh dịch cũng có tác dụng diệt khuẩn,một số acid béo không bão hòa trên da cũng chống lại một số vi khuẩn.

### Hàng rào cơ địa
Mang tính di truyền và đặc trưng riêng cho từng cá thể. Đây là tổng hợp tất cả các phản ứng của cơ thể chống lại sự xâm nhập của vật lạ.

## Kết quả của quá trình miễn dịch tự nhiên
Kết thúc một quá trình miễn dịch tự nhiên, thường các tác nhân xâm nhập sẽ bị tiêu diệt hết. Nếu không, các đại thực bào sẽ đóng vai trò kích hoạt một hệ thống bảo vệ có tính ưu việt hơn - hệ miễn dịch thu được để tiếp tục quá trình bảo vệ cơ thể.